# Райсліп-манор (станція метро)
51°34′24″ пн. ш. 0°24′45″ зх. д. / 51.573333° пн. ш. 0.4125° зх. д.

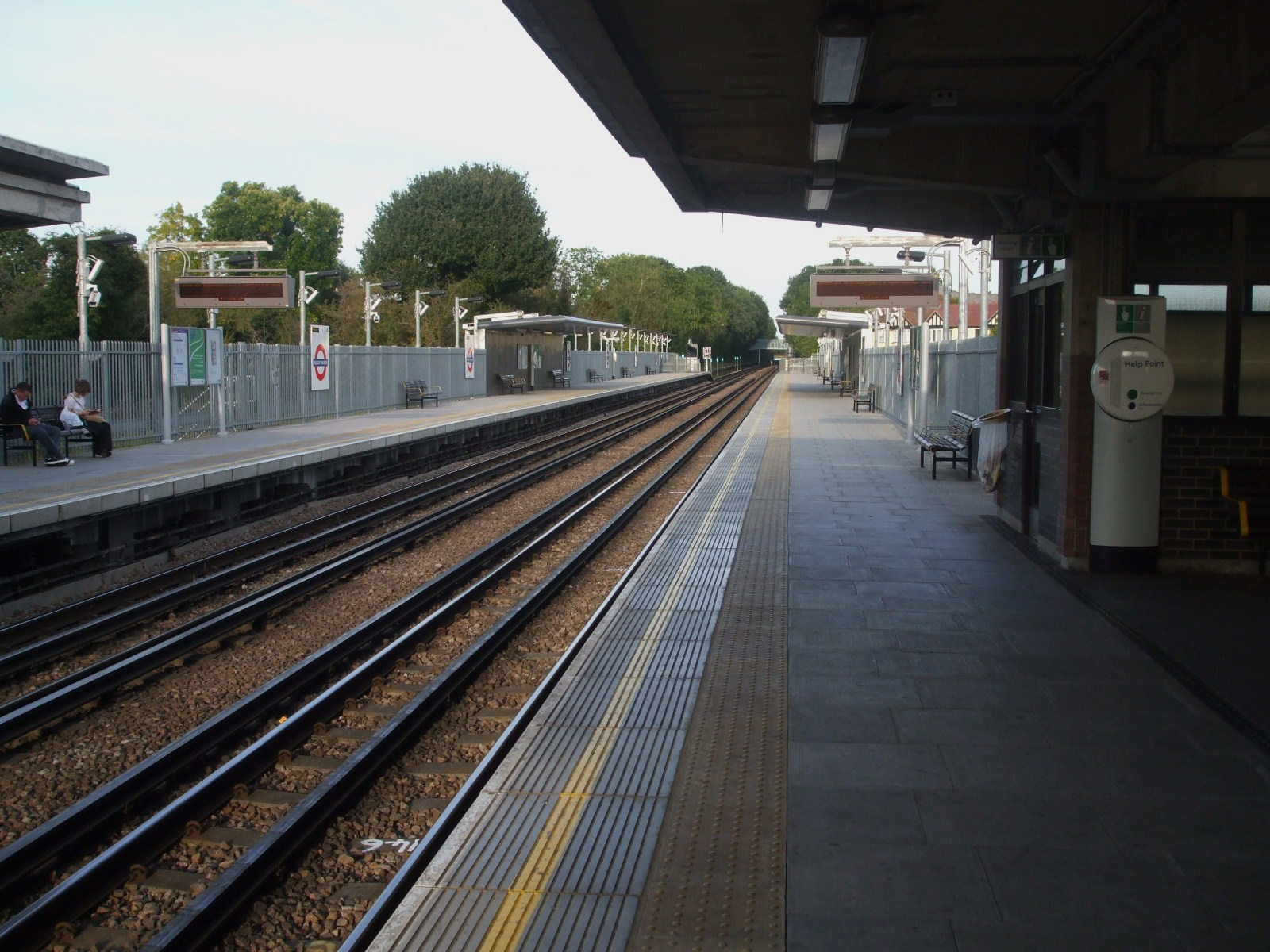
Платформи станції Райсліп-манор

Райсліп-манор (англ. Ruislip Manor) — станція лінії Метрополітен та Пікаділлі Лондонського метро. Розташована у 6-й тарифній зоні, у районі Райсліп-манор,  на заході Великого Лондону, між станціями Істкот та Райсліп. Пасажирообіг на 2017 рік — 2.04 млн. осіб.
Конструкція станція — естакадна відкрита, з двома береговими платформами

## Історія
- 5. серпня 1912 — відкриття станції у складі ліній Метрополітен та Дистрикт, як Райсліп-манор-Гальт[3]
- 12. лютого 1917 — закриття станції
- 1. квітня 1919 — повторне відкриття станції
- 23. жовтня 1933 — припинення трафіку лінії Дистрикт, відкриття трафіку лінії Пікаділлі.[4]

## Пересадки
Пересадки на автобуси London Buses маршрутів: 114, H13, 398.

## Послуги
| Попередня станція | Лінія                            | Лінія                               | Лінія | Наступна станція |
| ----------------- | -------------------------------- | ----------------------------------- | ----- | ---------------- |
| Райсліп           |                                  | Лондонське метро Лінія Метрополітен |       | Істкот           |
| Райсліп           | Лондонське метро Лінія Пікаділлі |                                     |       | Істкот           |